# Gary Gendrey
Gary Gendrey est un joueur français de volley-ball né le 30 novembre 1985 à Pointe-à-Pitre (Guadeloupe). Il mesure 1,98 m et joue central. Il est international français.

## Clubs
| Club                 | De        | À         |
| -------------------- | --------- | --------- |
| Spacer's de Toulouse | 2004-2005 | 2007-2008 |
| AS Cannes            | 2008-2009 | 2009-2010 |
| Tourcoing LM         | 2010-2011 | 2012-2013 |
| Beauvais OUC         | 2013-2014 | 2016-2017 |

## Palmarès
- Championnat de France
  - Finaliste : 2010